# Guiana nos Jogos Olímpicos de Verão de 2012
A Guiana competiu nos Jogos Olímpicos de Verão de 2012, que aconteceram na cidade de Londres, no Reino Unido, de 27 de julho até 12 de agosto de 2012.

## Desempenho

### Natação
Masculino
| Atletas       | Evento      | Eliminatórias | Eliminatórias | Semifinal   | Semifinal   | Final       | Final       |
| Atletas       | Evento      | Tempo         | Posição       | Tempo       | Posição     | Tempo       | Posição     |
| ------------- | ----------- | ------------- | ------------- | ----------- | ----------- | ----------- | ----------- |
| Niall Roberts | 100 m livre | 55s66         | 48º           | Não avançou | Não avançou | Não avançou | Não avançou |

Feminino
| Atletas           | Evento      | Eliminatórias | Eliminatórias | Semifinal   | Semifinal   | Final       | Final       |
| Atletas           | Evento      | Tempo         | Posição       | Tempo       | Posição     | Tempo       | Posição     |
| ----------------- | ----------- | ------------- | ------------- | ----------- | ----------- | ----------- | ----------- |
| Britany van Lange | 100 m livre | 1min01s62     | 42º           | Não avançou | Não avançou | Não avançou | Não avançou |